# 新西蘭性交易產業
新西蘭的性交易是合法的。目前在紐西蘭，性交易和開設妓院都是合法的，只要性工作者年齡超過17歲。

## 歷史和現況
傳統上，性交易雖然沒有被禁止，但廣告性交易（誘惑性交易）是非法的，開設娼館和靠性交易維生也是非法的。
性交易仍然存在，不過因為法律關於誘惑的限制，所以通常在表面上會偽裝成其他行業，性交易者可能用伴遊的名義來廣告自己的服務，娼館可能用按摩院的名義廣告。可能找到性交易服務的地點與多數其他國家相同。
可能找到路邊性交易服務的主要地點有奧克蘭K路、威靈頓薇薇安街和基督城曼徹斯特街。可以開車去接載，或是在路邊隱蔽處完成性行為，這顯然是最容易受到打擾的地點。
性交易者和伴遊業者會在報紙、電視和路邊廣告板上宣傳自己的服務。過去曾有一些外國貴賓的車隊以精心規劃的不會經過這類廣告的路線來穿越奧克蘭。
娼館也一直存在，有時候是附設在脫衣舞俱樂部下，像是但尼丁的克麗奧佩脫拉吧，但通常是獨立的設施，娼館外面不設廣告，且往往是在此工作的性交易者的家。
紐西蘭有一些高級應召女，參與的女性靠行動電話工作。
2006年7月，奧克蘭的一位警官因兼職性交易而遭到懲戒，但沒有被免職因為她並沒有犯罪。#1
2006年9月，奧塔哥大學醫學院基督城分院發佈的一項研究報告顯示，性交易改革法在2003年通過後，在街上性交易者的數量大致維持不變，而且在某些特定情況是減少。

## 2003年性交易改革法
在2003年6月25日，紐西蘭國會通過一項法案將性交易、拉皮條和娼館合法化，娼館負責人必須申請營業職照，不過這只是公式程序，除非當事人有嚴重的犯罪紀錄。
此法案以微小差距通過，120位國會議員裡，60位贊成59位反對，一位棄權，棄權者是勞工黨的Ashraf Choudhary（他是紐西蘭唯一一位穆斯林國會議員）。此結果讓很多人感到意外，因為多數評論家認為法案會以微小差距失敗。世界第一位變性國會議員喬治娜·拜爾（Georgina Beyer）在國會的一次精彩演說，被許多評論家認為是使一些搖擺不定的國會議員改變心意的因素。此次投票使用良心投票制，也就是國會議員們以他們的個人信念而不是政黨政策來投票。
性交易改革法通過後，一些保守基督教組織曾嘗試收集足夠多的簽名以發起公民投票，雖然被容許了一次期限延長，反法案組織仍然未能取得足夠數量的簽名。紐西蘭現在第48屆國會有一個委員會正在處理性交易改革法修正案，不過關於性工作者健康、工作安全和合法化的法案通常都會失敗。

## 兒童性交易
紐西蘭ECPAT （页面存档备份，存于）和Stop Demand基金會在一項報告中引用警方統計資料指出，紐西蘭性產業有210位小於18歲的兒童被認為在性交易，其中的四分之三聚集在同一警區。 （页面存档备份，存于）
斜体文本

## 註腳
1. ↑   （页面存档备份，存于）Hookers not flooding streets since reform - Otago University's Christchurch School of Medicine and Health Sciences